# Gymnosporia stylosa
Gymnosporia stylosa är en benvedsväxtart som beskrevs av Pierre. Gymnosporia stylosa ingår i släktet Gymnosporia och familjen Celastraceae. Inga underarter finns listade.